# Dichopleuropus
Dichopleuropus är ett släkte av svampar. Dichopleuropus ingår i familjen Lachnocladiaceae, ordningen Russulales, klassen Agaricomycetes, divisionen basidiesvampar och riket svampar.
|                | Scytinostroma                                |
|                |                                              |
|                | Vararia                                      |
|                |                                              |
|                | Dichostereum                                 |
|                |                                              |
|                | Asterostroma                                 |
|                |                                              |
| Dichopleuropus | \| \| Dichopleuropus spathulatus \| \| \| \| |
|                | \| \| Dichopleuropus spathulatus \| \| \| \| |
|                | Dichantharellus                              |
|                |                                              |
|                | Lachnocladium                                |
|                |                                              |
|                | Stereofomes                                  |
|                |                                              |
|                | Dichopleuropus spathulatus                   |
|                |                                              |

|  | Dichopleuropus spathulatus |
|  |                            |